# Абатія
Абатія (порт. Abatiá) — муніципалітет в Бразилії, входить в штат Парана. Складова частина мезорегіону Північ Піунейру-Паранаенсе. Входить до економіко-статистичного мікрорегіона Корнеліу-Прокопія. Населення становить 6796 чоловік на 2006 рік. Займає площу 229,083 км². Щільність населення — 29,7 чол./км². На мові тупи назва означає «зерна кукурудзи».

## Історія
Поштовх до розвитку поселення дав розвиток кавових плантацій. Місто засноване 17 жовтня 1947 року.

## Статистика
- Валовий внутрішній продукт на 2003 становить 38.350.336,00 реалів (дані: Бразильський інститут географії та статистики).
- Валовий внутрішній продукт на душу населення на 2003 становить 5.135,98 реалів (дані: Бразильський інститут географії та статистики).
- Індекс розвитку людського потенціалу на 2000 становить 0,710 (дані: Програма розвитку ООН).

## Географія
Клімат місцевості: субтропічний. Відповідно до класифікації Кеппена, клімат відноситься до категорії Cfa.